# Kazimieras Juozas Klimašauskas
Kazimieras Juozas Klimašauskas (* 24. Januar 1938 in Driškūnai, Rajongemeinde Ignalina; † 9. Dezember 2005 in Vilnius) war ein litauischer Politiker, Wirtschaftsminister Litauens.

## Leben
1961 absolvierte er das Studium an der Vilniaus universitetas und 1981 promovierte am „Elas“-Forschungsinstitut zum Thema „Sudėtingo sąstato plonų plėvelių, gautų joninio užpildymo būdu, kinetikos ir elektroninių parametrų tyrimas“ und 1986 habilitierte in Moskau am Elektrotechnikinstitut zum Thema „Didelių greitaeigių analogo - skaitmeninių ir skaitmeninių analoginių keitiklių integrinių mikroschemų teorinių pagrindų ir technologijos sukūrimas“.
Von 1975 bis 1977 leitete er Institut für Elektrografie, von 1977 bis 1981 Konstruktionsbürowerk „Venta“, von 1993 bis 1996 war er Industrie- und Handelsminister.